# Yamaha YZ
Yamaha YZ är den japanska motorcykeltillverkaren Yamahas serie av motorcyklar för offroad och motocross. De finns i olika storlekar: YZ80, YZ85, YZ125, YZ250, YZ250F och YZ450F. Siffran i modellbeteckningen står för cylindervolym i kubikcentimeter. Yamaha YZ finns med fyrtakts eller tvåtakts förbränningsmotor. YZ- modellerna började tillverkas på 1970-talet.